# حمادة (صحراء)

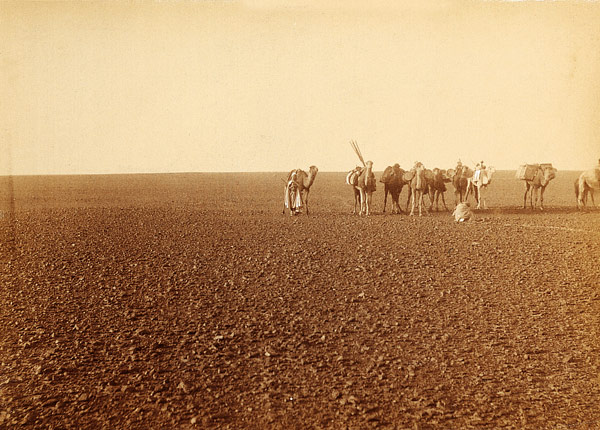
حمادة في هضبة تادمايت في الجزائر

تتشكل الحمادة بواسطة الرياح التي تزيل المنتجات الدقيقة للعوامل الجوية:عن طريق عملية إيولية تعرف باسم الانكماش. تؤخَذ المنتجات ذات الحبيبات الدقيقة بعيدًا في على شكل معلق ، بينما يُزال الرمل من خلال الملوحة والزحف السطحي، تاركًا وراءها منظرًا طبيعيًا من الحصى والصخور العارية.

## التضاريس ذات الصلة
ترتبط الحمادة بالرصيف الصحراوي (المعروف بشكل مختلف باسم الري، سرير، جبر، أو ساي) ، الذي يوجد كسهول صخرية أو منخفضات مغطاة بالحصى أو الصخور بدلاً من هضاب المرتفعات.
توجد حمادة على عكس الرصيف الصحراوي وهي مساحات شاسعة من الكثبان الرملية المتحركة.